# Brachypelma hamorii
Brachypelma hamorii là một loài nhện trong họ Theraphosidae. Deze bodembewonenLoài này phân bố ở de halfwoestijnen en wouden van Trung Mỹ, voornamelijk in Mexico. De spin is niet territoriaal ingesteld en zal maar zelden met brandharen strooien bij het indringen van hun territorium. Bijten doet ze enkel bij prooien, die het territorium binnendringen.
De lengte van het lichaam van de spin kan bij een volwassen exemplaar 5 à 6 cm bedragen. In het algemeen worden deze spinnen niet zo groot. De spin dient een luchtvochtigheid van 50 tot 70% te hebben en een gemiddelde temperatuur van 22 tot 26 °C.